# Gary Doherty
Gary Michael Thomas Doherty (Carndonagh, 31 januari 1980) is een Iers voormalig betaald voetballer die zijn carrière als aanvaller begon, maar daarna tot een centrale verdediger werd omgeschoold. Doherty speelde 34 interlands in het Iers voetbalelftal van 2000 tot 2005. Hij scoorde vier interlanddoelpunten. Door een blessure miste Doherty het wereldkampioenschap voetbal 2002 in Japan en Zuid-Korea. Zijn bijnaam onder Ierse supporters luidde The Ginger Pélé (de Rosse Pélé).

## Biografie
Doherty was een jeugdspeler van Luton Town en stroomde door vanuit de jeugdopleiding in 1997. In 2000 verwezenlijkte aanvaller Doherty een transfer naar Premier League-club Tottenham Hotspur. Met Tottenham verloor hij de finale van de League Cup van 2002 tegen Blackburn Rovers, alhoewel Doherty de finale niet meespeelde. Bij Tottenham onderging Doherty een metamorfose als centrale verdediger, nadat hij was begonnen als centrumspits bij Luton Town. Doherty speelde 64 wedstrijden voor de Spurs in de Premier League en scoorde vier doelpunten. Hij wist echter geen vaste plaats af te dwingen als centrale verdediger. In 2004 verhuisde hij naar Norwich City. Doherty degradeerde met de club naar de Football League Championship in 2005. Hij speelde zes jaar op Carrow Road en verliet de club in 2010. Dat jaar steeg Norwich City opnieuw naar de Championship, nadat de club ook was gezakt naar de Football League One. Na zijn periode bij Norwich City voetbalde Doherty bij clubs als Charlton Athletic en Wycombe Wanderers. Wycombe huurde hem al een half seizoen van Charlton Athletic. Doherty hing de schoenen aan de haak in december 2014.

## Erelijst
| Competitie   |              |              |
| Competitie   | Aantal       | Jaren        |
| Norwich City | Norwich City | Norwich City |
| ------------ | ------------ | ------------ |
| League One   | 1×           | 2009/10      |